# Halarchon vesiculosus
Halarchon vesiculosus är en amarantväxtart som först beskrevs av Horace Bénédict Alfred Moquin-Tandon, och fick sitt nu gällande namn av Aleksandr Andrejevitj Bunge. Halarchon vesiculosus ingår i släktet Halarchon och familjen amarantväxter. Inga underarter finns listade i Catalogue of Life.